# Молдова-Веке
Молдова-Веке (рум. Moldova Veche) — село у повіті Караш-Северін в Румунії. Адміністративно підпорядковане місту Молдова-Ноуе.
Село розташоване на відстані 355 км на захід від Бухареста, 67 км на південь від Решиці, 119 км на південь від Тімішоари.

## Населення
За даними перепису населення 2002 року у селі проживали 9510 осіб.
Національний склад населення села:
| Національність | Кількість осіб | Відсоток |
| -------------- | -------------- | -------- |
| румуни         | 7511           | 79,0%    |
| серби          | 1411           | 14,8%    |
| угорці         | 227            | 2,4%     |
| цигани         | 217            | 2,3%     |
| чехи           | 79             | 0,8%     |
| німці          | 23             | 0,2%     |
| словаки        | 11             | 0,1%     |
| українці       | 9              | 0,1%     |
| турки          | 7              | 0,1%     |
| поляки         | 5              | 0,1%     |

Рідною мовою назвали:
| Мова       | Кількість осіб | Відсоток |
| ---------- | -------------- | -------- |
| румунська  | 7721           | 81,2%    |
| сербська   | 1328           | 14,0%    |
| угорська   | 193            | 2,0%     |
| циганська  | 149            | 1,6%     |
| чеська     | 71             | 0,7%     |
| німецька   | 13             | 0,1%     |
| українська | 10             | 0,1%     |
| словацька  | 8              | 0,1%     |
| турецька   | 5              | 0,1%     |

## Fotogalerie

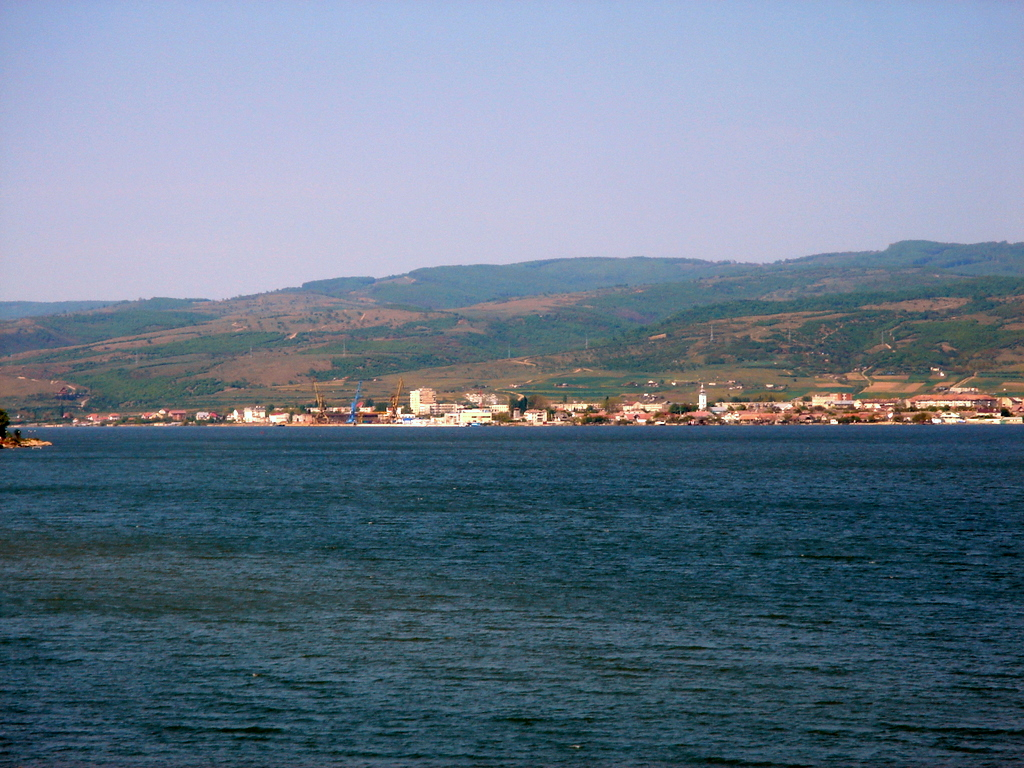
Дунай в Молдова-Веке